# Waltraud Schwab
Waltraud Schwab (* 29. Februar 1956 in Oberrimsingen (Breisgau)) ist eine deutsche Journalistin und Schriftstellerin sowie Trägerin des Theodor-Wolff-Preises.

## Werdegang
Waltraud Schwab studierte in Berlin Theaterwissenschaft, Soziologie und Amerikanistik sowie in London „Fine Arts and Critical Studies“. In den Jahren 1986 bis 1989 war sie als DAAD-Lektorin in London tätig. Nach ihrem Aufenthalt in London war Schwab in Berlin im Bereich Erwachsenenbildung tätig. Ab 1998 bis 2002 arbeitete sie als freie Journalistin unter anderem für Die Tageszeitung (taz), Der Freitag, Frankfurter Allgemeine Zeitung, FAZ.net  sowie für Frankfurter Rundschau. Darüber hinaus war Waltraud Schwab 1990 und 1991 für Radio 100 tätig, wo sie in der Sendung Dissonanzen mitwirkte.
Seit 2002 arbeitet Schwab für Die Tageszeitung. Gleichzeitig veröffentlicht sie Texte, auch für andere Medien, wie beispielsweise für die Kreuzberger Chronik oder das Gunda-Werner-Institut.

## Werke

### Bücher
- Waltraud Schwab: Berlin ist eine Frau. Reportagen und Porträts. 1. Auflage. Jaron, Berlin 2005, ISBN 978-3-89773-518-7, S. 177.
- Waltraud Schwab: Brombeerkind. Ulrike Helmer Verlag, Roßdorf 2021, ISBN 978-3-89741-450-1, S. 200 (ulrike-helmer-verlag.de).

### Gedichte (Auswahl)
- 1994 DNS-Poetry[14]

### Porträts (Auswahl)
- 2010 Ein Leben, das am Faden hängt, Taz 10.7.2010[15]
- 2016 Sie kletterte auf Palmen, Taz 21.5.2016[16]
- 2018 Die Heldin von Auschwitz, Taz 26.1.2018[17]

### Reportagen (Auswahl)
- 2012 Drei Winter lang[18]
- 2015 Lesen Sie dies eines schönen Tages[19]
- 2018 15 Milliliter, jeden Tag[20]

## Auszeichnungen und Preise (Auswahl)
- 2005 Theodor-Wolff-Preis (TWP)[2] für die Reportage „Schön ist das nicht“[21]
- 2011 Deutscher Journalistenpreis Bildung und Arbeit[22] für die Reportage „Die Extraklasse“[23]
- 2011 Dietrich Oppenberg-Medienpreis[24] für die Reportage „Die Extraklasse“

## taz-Autorenkürzel
Bei Kurzartikeln in der gedruckten Ausgabe der taz steht das Autorenkürzel WS für Waltraud Schwab.